# Bois-Himont

Bois-Himont este o comună în departamentul Seine-Maritime, Franța. În 1 ianuarie 2022 avea o populație de 447 de locuitori.